# Beşiktaş JK
Beşiktaş JK (turecky: Beşiktaş Jimnastik Kulübü, v překladu: Gymnastický klub Beşiktaş) je profesionální turecký sportovní klub sídlící v Istanbulu, ve čtvrti Beşiktaş. Je zaměřený na množství různých sportovních odvětví jako jsou atletika, basketbal, volejbal, box, veslování, jachtaření, stolní tenis, šach, gymnastika a další. Nejdominantnější je však fotbalová sekce klubu.
Beşiktaş je nejstarším klubem v Turecku a jedním ze tří, které nikdy nesestoupily z nejvyšší domácí soutěže – Süper Lig. Těmi zbylými jsou jeho největší rivalové, další istanbulské kluby Galatasaray a Fenerbahçe. S nimi tvoří velkou trojici tureckého fotbalu, avšak historicky a úspěchy je považován za „ten třetí klub“ ve městě. Získal celkem 16 mistrovských titulů v Süper Lig (včetně dvou z tzv. Federation Cupu). Dále pak má na kontě 10 vítězství v domácím poháru a 8 v Superpoháru. V roce 2021 platí, že doposud poslední mistrovský titul si klub připsal v sezoně 2020/21.
Příznivci Beşiktaşe jsou oproti příznivcům svých rivalů z více skromných poměrů, což je důvodem, proč je klub populární mezi dělnickou vrstvou i studenty.
Význačnou fanouškovskou skupinou je Çarşı vzniklá na počátku 80. let. Domácí utkání hraje na stadionu Vodafone Park otevřeném roku 2016.
Největší úspěchy mimo fotbal zažívá Beşiktaş v házené, když ve třech po sobě jdoucích letech (2009–11) ovládl téměř všechny domácí soutěže.[zdroj?]

## Historie

### Založení a počátky klubu (1903–1911)

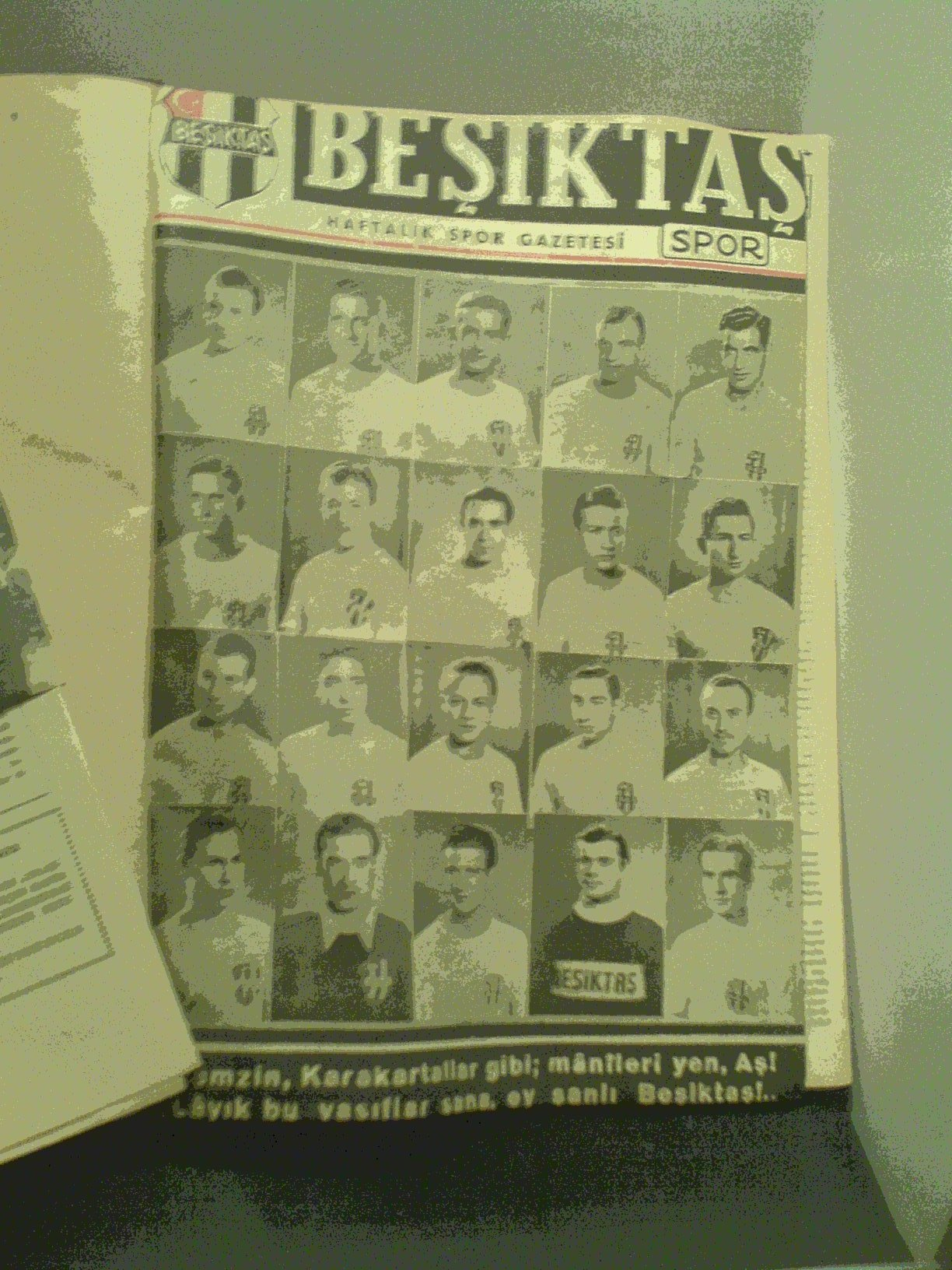
Historická sestava Beşiktaşe

Raná historie se datuje do roku 1902, kdy bylo Turecko součástí Osmanské říše. U zrodu klubu byla na podzim tohoto roku skupina 22 (nebo 24) sportovních nadšenců v čele s Osmanem Paşou, ti se ovšem zprvu věnovali nikoliv fotbalu, ale gymnastice, posilování a zápasení. Vzhledem k tehdejšímu právu byly sportovní aktivity pro turecké obyvatele zakázány, takže se existence klubu držela v tajnosti. Jeho členy byli především synové, příbuzní a sousedi Osmana Paşeho. Později byl klub dokonce odhalen a jeho členové stíháni policií.[zdroj?]
Beşiktaş následně vznikl v roce 1903 jako Beşiktaş Jimnastik Kulübü (v překladu: gymnastický klub, zkráceně Beşiktaş J.K.), kdy bylo klubu uděleno zvláštní povolení. Stal se tak vůbec nejstarším tureckým sportovním klubem, jeho rivalové se zformovali až v následujících letech. V roce 1908 došlo k zásadním změnám v občanském zákoníku, který již dále nezakazoval sportovní aktivity ani zakládání klubů.[zdroj?] Počet klubových členů raketově vzrostl na 150 a pomalu se v klubu začal prosazovat fotbal, který se v krátké době stal dominantním sportem.
Beşiktaş byl oficiálně (znovu)založen 13. ledna 1910 pod názvem Besiktas Osmanli Jimnastik Kulubü.

### Dominance fotbalu a Istanbulská liga (1911–1959)

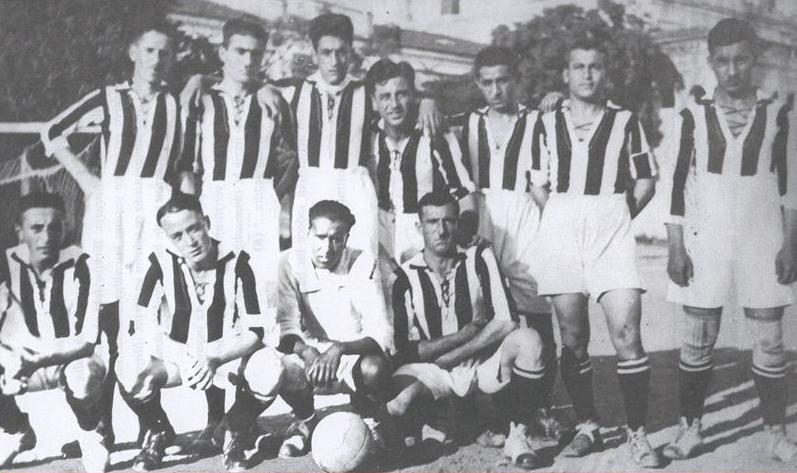
Sestava ze sezony 1923–24

V srpnu 1911 byl Ahmetem Şerafettin Beyem založen fotbalový oddíl,[zdroj?] téhož roku došlo ke sloučení s fotbalovými kluby Validecesme and Basiret. Zprvu se Beşiktaş nezapojil do Istanbulské ligy, v níž působili budoucí rivalové Galatasaray a Fenerbahçe, která nesla od roku 1915 do roku 1924 název „Páteční liga“ (Cuma Ligi). Vstoupil do ní až roku 1923, když se hrála její zkrácená forma a po vítězstvích nad Küçükçekmece a Galatasaray se stal jejím šampionem.
Ani přes vítězství při první účasti však nedokázal dlouhodobě konkurovat svým istanbulským rivalům Galatasaray a Fenerbahçe. Změna nastala ve druhé polovině 30. letech, kdy Beşiktaş převzal dominantní roli jednoho z nejlepších klubů. Nejprve několikrát zvítězil v Istanbulské lize a po založení první turecké ligy zvané Milli Küme Şampiyonası ji ovládl v jejím 5. ročníku roku 1941. Po jednoroční přestávce v pořádání soutěže získal tým v následujících 5 ročnících ještě 2 vítězství. S celkovými třemi vítězstvími během 11 let existence soutěže drží klub 2. pozici v celkovém žebříčku. Za zmínku však stojí především dominance ve stále ještě prestižní Istanbulské lize. Během 40. a první poloviny 50. let ji Beşiktaş vyhrál celkem 11×, čímž se téměř dotáhl na vedoucí celky celkové klasifikace. Po zrušení soutěže v roce 1959 (pro založení Süper Lig) měl na kontě celkem 13 titulů, o dva méně než shodně vedoucí Galatasaray SK a Fenerbahçe.

### Založení Süper Lig (1959–1987)
V první sezóně Süper Lig skončil Beşiktaş třetí. Následující rok si tak tým zahrál zápasy evropských pohárů a zaznamenal domácí výhru 1:0 proti rakouskému celku Rapid Vídeň.
Pod vedením jugoslávského trenéra Ljubiši Spajiće si Beşiktaş osvojil technický útočný brejkový fotbal a v letech 1966 a 1967 proto získal dva ligové tituly. V roce 1968 navíc vybojoval turecký Superpohár. Naopak 70. léta byla méně úspěšná a klub získal jen trofej v domácím poháru roku 1975 a jeden Superpohár roku 1974. V tomto desetiletí zde působilo asi deset různých trenérů včetně někdejšího jugoslávského útočníka Miloše Milutinoviće.
80. léta s sebou přinesla zlepšení, roku 1982 získal Beşiktaş znovu od roku 1967 titul, ačkoliv za ligovou sezónu vstřelil 38 gólů ve 32 zápasech. Během ročníku 1985/86 byl tým v útoku více potentní a vstřelil celkově 65 gólů ve 36 zápasech, obsadil proto první místo před druhým, v lize neporaženým, Galatasaray. Mimoto Beşiktaş dokráčel do čtvrtfinále v Evropě, kde byl vyřazen ukrajinským Dynamem Kyjev.

### Období Gordona Milneho a Christopha Dauma (1987–1996)
Beşiktaş se stal dominantní silou tureckého fotbalu pod vedením anglického trenéra Gordona Milneho, bývalého fotbalisty. V sezóně 1989/90 zaznamenal Beşiktaş rekordní výhru v historii turecké ligy, kdy zvítězil 10:0 nad Adana Demirsporem. Tým opírající se o trio přezdívané „MAF“ – ve složení Metin Tekin, Ali Gültiken, Feyyaz Uçar – opanoval Süper Lig třikrát za sebou mezi roky 1990 až 1992. Mimo to během ročníku 1991/92 v turecké lize neprohráli a tento rekord nebyl dosud vyrovnán. Milne do systému začlenil prvky anglického fotbalu, obzvláště přímočarost, agresivitu a centrované míče, značného využití se dočkali křídelní hráči.
V průběhu sezóny 1993/94 přijal nabídku ujmout se trenérské pozice Christoph Daum, který do konce běhu provedl tým tureckým pohárem, v němž Beşiktaş přehrál Galatasaray. Začátkem sezóny následující ovládl superpohár a dovedl tým k mistrovskému titulu. Obhajoba se přes akvizici německého reprezentačního útočníka Stefana Kuntze nezdařila a Daum klub opustil. Konkurenci měl posléze zapudit trenér John Toshack, tým ovšem v půlce sezóny 1997/98 zasáhl konflikt Toshacka se záložníkem Jordanem Lečkovem. Lečkov se odmítl připojit k týmu a zdánlivě ukončil kariéru, celá situace dospěla až k žalobě u FIFA.

### Nové tisíciletí (1996–2011)

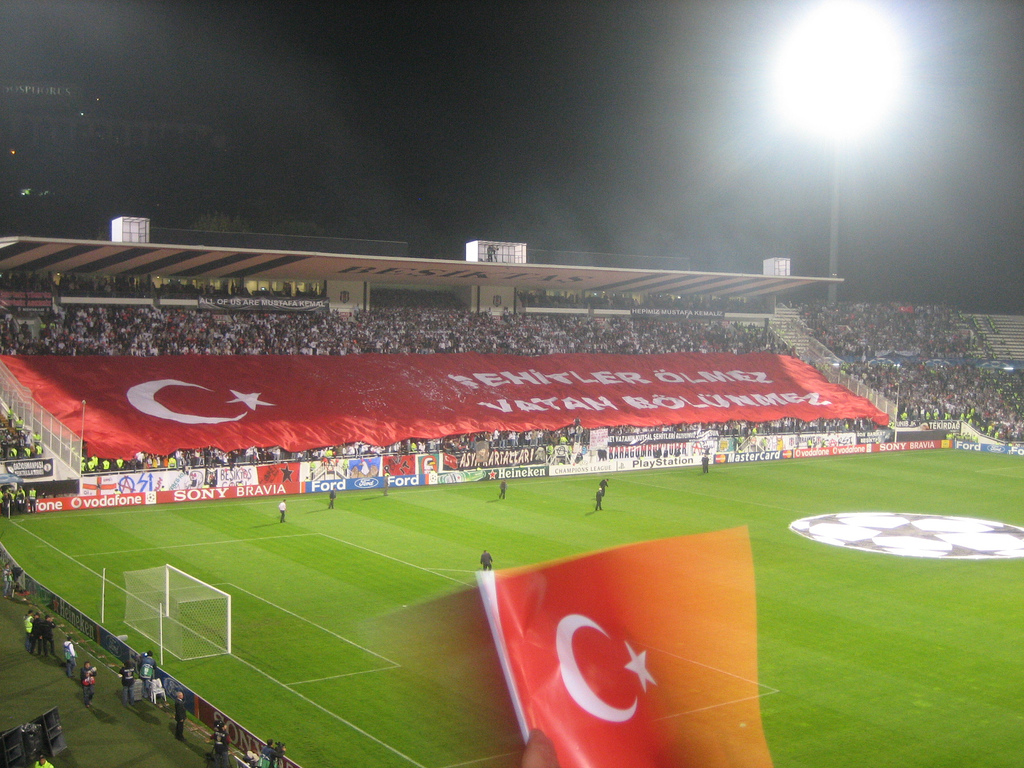
Domácí zápas proti Liverpoolu v Lize mistrů v sezóně 2007/08

Na pomezí tisíciletí se Beşiktaş orientoval na další velká trenérská zahraniční jména a v klubu tak působili mimo jiné Hans-Peter Briegel, Nevio Scala nebo Mircea Lucescu. Právě Lucescu dodal roku 2003 další ligovou trofej do vitríny za pomoci opor jakými byli İlhan Mansiz, Sergen Yalçın, Tayfur Havutçu, Daniel Pancu, Antônio Carlos Zago nebo Óscar Córdoba. Připočtením postupu do čtvrtfinále v Poháru UEFA klub symbolicky oslavil sto let existence.
Následujících šest roků se stali mistry istanbulští rivalové, zatímco Beşiktaş nezdárně trénovali Vicente del Bosque nebo Jean Tigana.
Beşiktaş zaznamenal rekordní porážku ve skupině Ligy mistrů, když v utkání hraném v listopadu 2007 na půdě Liverpoolu prohrál výsledkem 0:8, rekord v této evropské soutěži.
Mustafa Denizli získal titul v sezóně 2008/09 i díky výkonům kapitána Matíase Delgada. Roku 2010 posílil tým záložník Guti, předtím hráč Realu Madrid.

### Poslední roky (2011–dnes)

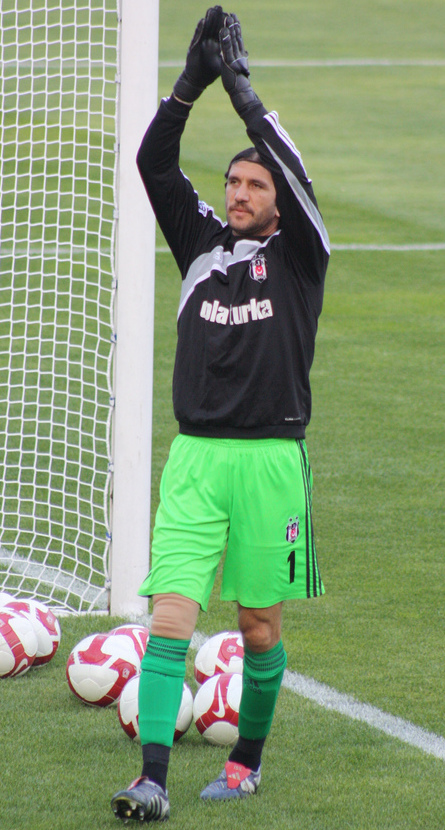
Rüştü Reçber v roce 2010

Na jaře 2012 obsadil pozici prezidenta Fikret Orman, který měl vyvést Beşiktaş z krize. Pod ním byl po sezóně 2015/16 připsán další titul, k tomu byl zbudován stadion Vodafone Park, jehož budoucnost byla před Ormanem nejistá. V útoku se Beşiktaş spoléhal na útočníka Maria Gómeze, nejlepšího střelce dané sezóny, o jehož podporu se stal navrátilec Ricardo Quaresma. Později úspěšné obhajobě měl v sezóně 2016/17 pomoci ofenzivní záložník Anderson Talisca, jenž se se spoluhráči na jaře přiblížil semifinále Evropské ligy, čemuž proti Lyonu zabránil neúspěšný penaltový rozstřel. Mistrovský titul vystřílel mimo jiné 20gólový útočník Cenk Tosun, jenž v další sezóně pomohl i v Lize mistrů. To se Beşiktaş probojoval do osmifinále, poté co opanoval skupinu „G“ s konkurencí v podobě FC Porto, RB Leipzig a AS Monaco. Proti Bayernu Mnichov ovšem prohrál první zápas 0:5,
druhý pak 1:3. V prvním, domácím zápasu trenér Şenol Güneş postavil základní sestavu s věkovým průměrem 31,5 roku, nejstarší sestavu, která nastoupila do duelu Ligy mistrů od roku 2012.[zdroj?] Zahrnovala útočníka Álvara Negreda či stopera Pepeho, ovšem právě akvizice a platy těchto fotbalistů vedly k zadlužování, které v době Ormanova odchodu v září 2019 činilo 280 milionů eur.
Prezidentem se stal Ahmet Nur Çebi, v sezóně 2020/21 však klub vypadl z obou evropských soutěží již v předkole. Bývalý hráč Sergen Yalçın ale připsal v pořadí 16. titul výhrou 2:1 na půdě Göztepe v závěrečném 38. kole, ve kterém rozhodl při rovnosti bodů (Galatasaray též 84 bodů) lepší gólový počin Yalçınových svěřenců. Ten zároveň dovedl Beşiktaş do pohárového finále, kde čekal Antalyaspor.

## Stadion
Domácím stadionem byl počínaje rokem 1947 BJK İnönü Stadyumu s konečnou celkovou kapacitou 32 086 diváků, pojmenovaný po druhém prezidentovi Turecka İsmetu İnönüovi. Po roce 2000 byl renovován, později byl roku 2013 zdemolován a na jeho místě zkonstruován Vodafone Park, dokončený v roce 2016. Jeho kapacita dosahuje 42 000 míst k sezení.

## Úspěchy

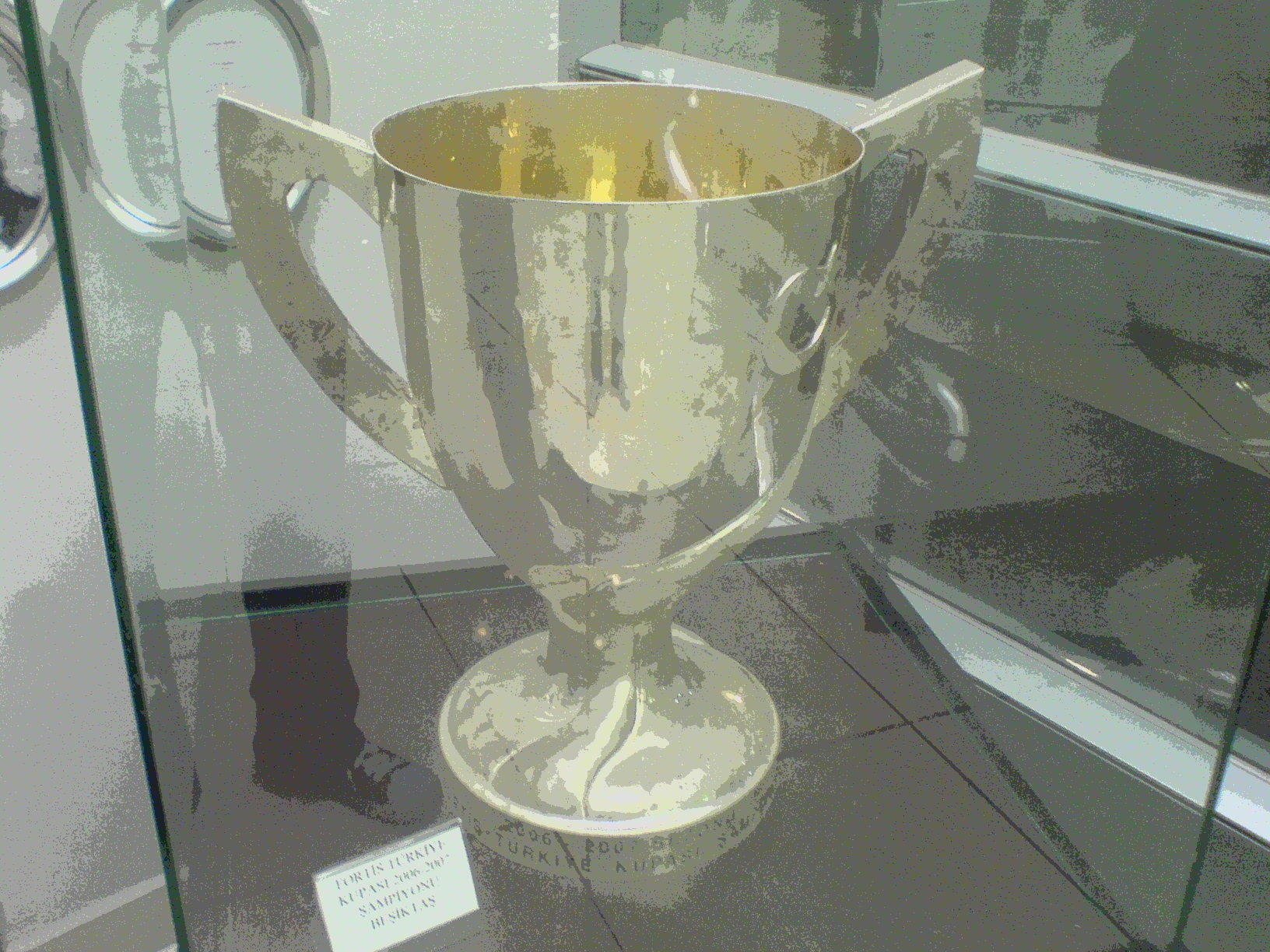
Trofej ze síně slávy Beşiktaşe (turecký pohár).

### Vyhrané domácí soutěže
- Süper Lig ( 16× )[18]

(1956/57*, 1957/58*, 1959/60, 1965/66, 1966/67, 1981/82, 1985/86, 1989/90, 1990/91, 1991/92, 1994/95, 2002/03, 2008/09, 2015/16, 2016/17, 2020/21)
Tituly z let 1957 a 1958 byly dodatečně uznány jako předligové.
- Türkiye Kupası (pohár) ( 10× ) [19][20][21]

(1975, 1989, 1990, 1994, 1998, 2006, 2007, 2009, 2011, 2021)
- TFF Süper Kupa (Superpohár) ( 9× )[22]

(1967, 1974, 1986, 1989, 1992, 1994, 1998, 2006, 2024)
- Başbakanlık Kupası ( 6× )

(1944, 1947, 1974, 1977, 1988, 1997)
- İstanbul Şildi ( 1× )

(1934/35)
- İstanbul Kupası ( 2× )

(1944, 1946)